# Anton Spiehler (Priester)

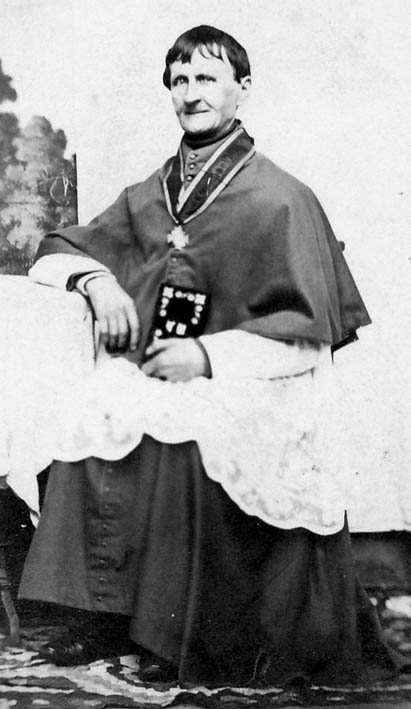
Domkapitular Anton Spiehler (1795–1867)

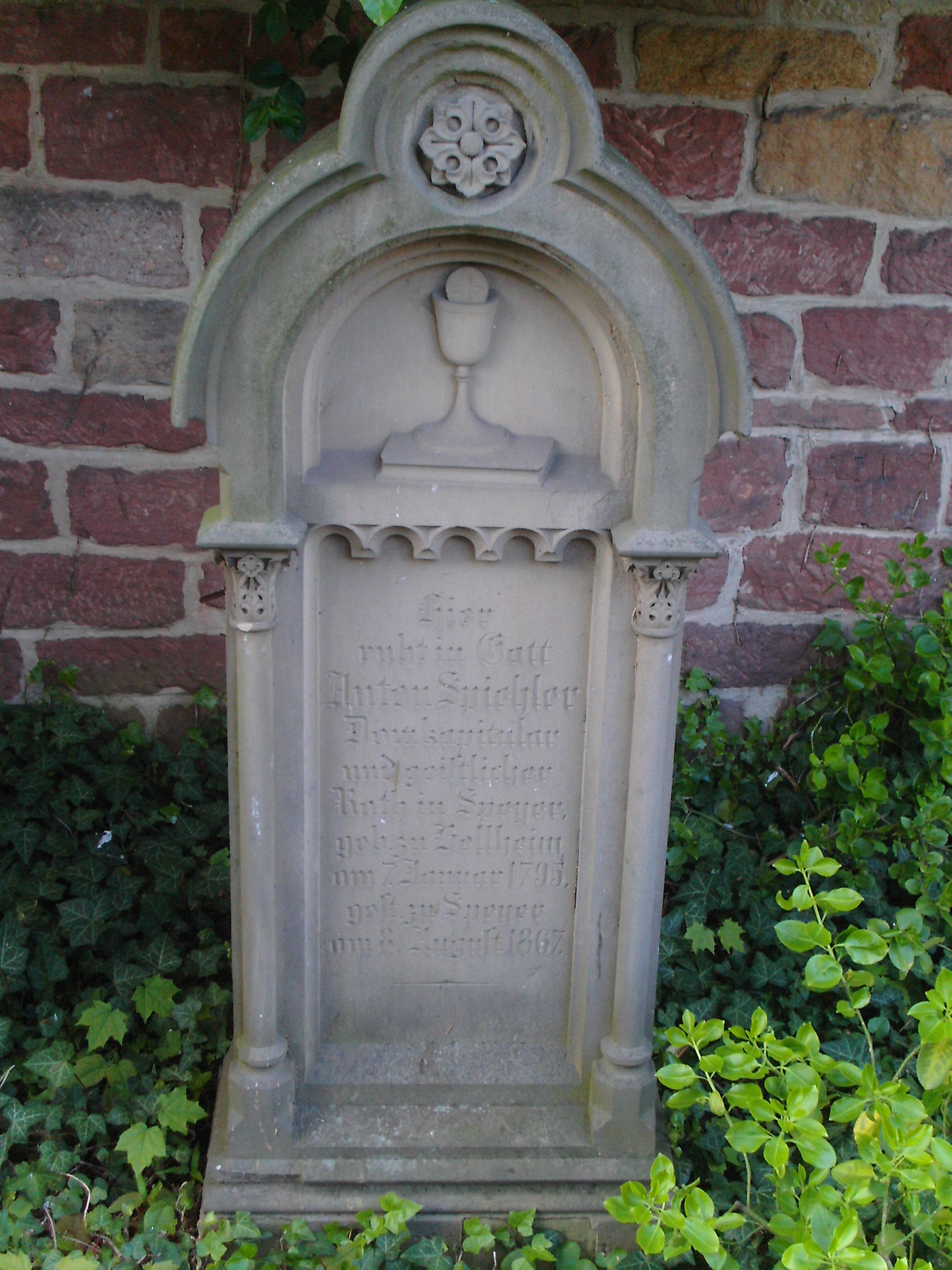
Grabstein Domkapitular Anton Spiehler, Domkapitelsfriedhof bei St. Bernhard, Speyer

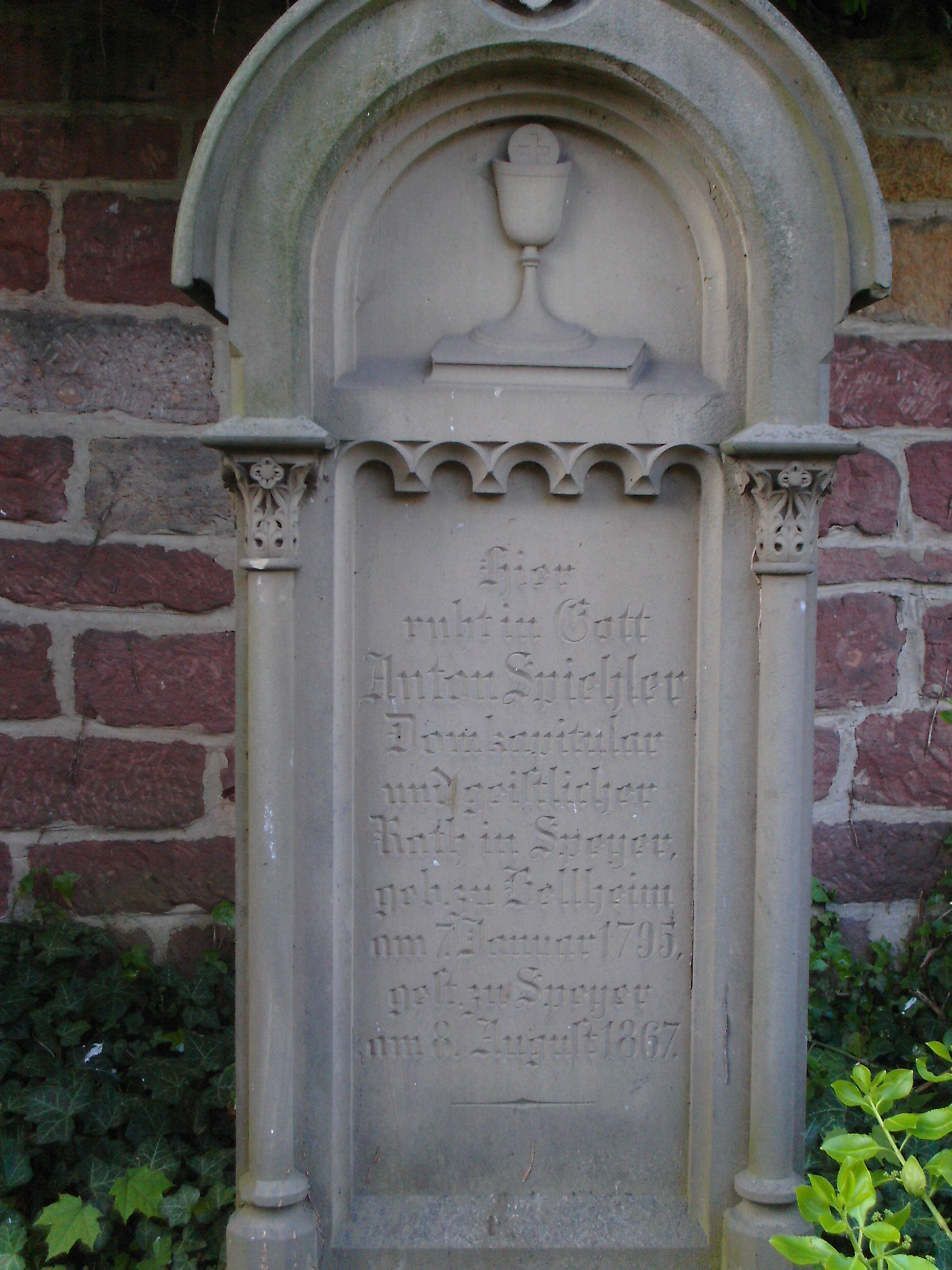
Grabinschrift Domkapitular Anton Spiehler

Anton Spiehler (* 9. Januar 1795 in Bellheim; † 8. August 1867 in Speyer) war ein katholischer Priester, Bischofssekretär, Geistlicher Rat und Domkapitular der Diözese Speyer, außerdem Subregens des Diözesanpriesterseminars und Summus Custos (Hüter) des Speyerer Domes. Er gehörte dem sogenannten Mainzer Kreis an. 

## Leben
Anton Spiehler ist am 9. Januar 1795 im südpfälzischen Bellheim, Fürstbistum Speyer geboren. Nach der französischen Besetzung der deutschen Gebiete links des Rheines wurden gemäß Konkordat von 1801 zw. Papst Pius VII. und Napoleon, jeweils an den Départementssitzen auch gebietsmäßig deckungsgleiche Bistümer eingerichtet. Die alten Diözesen erklärte man (hinsichtlich ihrer linksrheinischen, nun französischen Gebietsteile) für aufgelöst. Bellheim gehörte damals zum französischen Département du Mont-Tonnerre mit Departementssitz in Mainz. Zu dieser Großdiözese wurden die linksrheinischen Teile der alten Bistümer Mainz, Worms und Speyer zusammengefasst. Neuer Bischof war Joseph Colmar, ein hervorragender Mann, der die Kirche in diesem Gebiet völlig reformierte und mit seinem Seminarregens Bruno Liebermann ein für die exzellente Ausbildung und Kirchentreue weithin berühmtes Seminar einrichtete. Unter ihrer Ägide und aus ihren Schülern bildete sich der sogenannte Mainzer Kreis, dem viele einflussreiche, meist geistliche Personen des 19. Jahrhunderts zuzurechnen sind.
Anton Spiehler trat in das Seminar seiner neuen Diözese zu Mainz ein und empfing dort am 30. März 1817 aus der Hand von Bischof Joseph Colmar die Priesterweihe. Nach dem Ende der Franzosenzeit wurde 1817 der südliche Teil der Großdiözese Mainz wieder abgetrennt und daraus das neue Bistum Speyer formiert, wozu auch Bellheim, der Heimatort Spiehlers nun gehörte. Die faktische Trennung der beiden Sprengel, die jetzt auch unterschiedlichen Ländern – nämlich Bayern und Hessen – angehörten, zog sich aber noch bis 1821 hin.
Zunächst amtierte Spiehler im nördlichen (hessischen) Bistumsteil, als Pfarrer von Gau-Heppenheim und gleichzeitig als Kaplan von Alzey. 1819 versetzte man ihn als Pfarrer ins pfälzische (bayerische) Großkarlbach bei Grünstadt, wo er bis 1827 wirkte. Großkarlbach war eine jener Gemeinden im südlichen Bistumsteil, die bei der Trennung des Großbistums der neuen (bayerischen) Diözese Speyer zufielen, wo Spiehler beheimatet war und nun auch blieb. 1827 kam er kurzzeitig als Pfarrer nach Maikammer. Der gerade eingeführte Speyerer Bischof Johann Martin Manl berief ihn schon am 20. September 1827 zum Domvikar und Sekretär. Hier wirkte er zusammen mit Franz Xaver Remling, der dieses Amt bereits seit 7. August innehatte. Spiehler war als Bischofssekretär anwesend, als Bischof Manl am Pfingstmontag den 9. Juni 1829, König Ludwig I. von Bayern im Speyer Dom empfing, den er anlässlich einer Pfalzreise besuchte. Am 15. Juni 1835 begleitete er Johann Martin Manl in seine neue Residenz, nach Eichstätt, wo er nunmehr als Bischof eingesetzt war. Franz Xaver Remling berichtet in seinem Werk "Neuere Geschichte der Bischöfe zu Speyer", bis Bruchsal seien noch Domkapitular Franz Christoph Günther und Seminarregens Johannes Groh mitgereist. Von hier aus hätten der Bischof und sein Sekretär Spiehler die Fahrt allein fortgesetzt. Sie trafen – via München – am 27. Juni 1836 in Eichstätt ein. Spiehler nahm dort noch an der Amtseinführung des Bischofs teil, bevor er sich wieder nach Speyer begab. Laut Remling war er in dieser Zeit im Eichstätter Klerikalseminar untergebracht.
Anton Spiehler fungierte von 1827 bis 1839 als Subregens und Lehrer für Liturgik am Priesterseminar in Speyer. Er war von Bischof Manl für die geplante theologische Fakultät als ordentlicher Professor vorgeschlagen worden. Der Plan einer eigenen Hochschule in Speyer zerschlug sich jedoch. Spiehler unterrichtete auch Religion an der Lateinschule in Speyer, 1839 wurde er von Bischof Johann Jakob von Geissel mit der verantwortungsvollen Stellung eines Registrators im bischöflichen Ordinariat betraut, durch dessen Hände alle, eingehenden und ausgehenden Schreiben liefen. Es scheint auch schon damals zu Verstößen gegen den "Datenschutz" gekommen zu sein und Geissel wählte Spiehler offenbar deshalb, weil er ihm diesbezüglich vertraute. Dazu berichtet Franz Xaver Remling in seiner Biographie über Kardinal Geissel:

„Am 30. November 1839 ward der bisherige Subregens und Domvikar Spiehler zum Registrator ernannt. Der Bischof erklärte hierbei ausdrücklich: 'Daß bisher hie und da das Geschäftsgeheimnis nicht gehörig beachtet wurde und daß, wenn er von jetzt an wieder zur Kenntnis eines solchen Falles gelangen werde, er die Sache erheben und eine Ordnungsstrafe von 10-15 Thalern werde eintreten lassen, indem schon die Ehre der Stelle erfordert, daß ihre Verhandlungen nicht in gewöhnlichen Plaudereien in Umlauf gesetzt werden.'  “

Beim Amtsantritt von Bischof Nikolaus von Weis, im Juli 1842, ernannte dieser den bischöflichen Registrator Anton Spiehler zum Zeremoniar. Auch das hält Franz Xaver Remling fest:

„Zum bischöflichen Ceremoniar ernannte der neue Oberhirte den Domvikar Anton Spiehler, welcher nunmehr denselben ausschließlich auf seinen Firmungs- und Visitationsreisen, mit herablassender Zuvorkommenheit und Freundlichkeit gegen die Seelsorgegeistlichkeit, begleitete, bis ihn im Jahre 1853 der Domvikar und bischöfliche Sekretär Wilhelm Molitor in diesem Amt ablöste. “

Von einer Visitationsreise im Dekanat Kirchheimbolanden fuhren Spiehler und Bischof Weis, gemeinsam zur Hl.-Rock-Wallfahrt im nahen Trier, wo sie am 29. August 1844 eintrafen. Später erhielten sie eine behördliche "Ermahnung", da sie sich ohne vorherige Anzeige zu dieser Wallfahrt ins Ausland (Preußen) begeben hatten.
Am 15. Oktober 1848 begleiteten Anton Spiehler als Sekretär und Domkapitular Bruno Würschmitt als theologischer Berater, Bischof Nikolaus von Weis zur 1. Versammlung der Deutschen Bischöfe in Würzburg, die bis zum 17. November gleichen Jahres dauerte. Der Bischof und seine beiden Begleiter wohnten zusammen im dortigen Minoritenkloster.

König Maximilian II. ernannte Anton Spiehler, am 9. März 1849, auf Antrag von Bischof Nikolaus von Weis, zum Domkapitular. Später avancierte er noch zum Summus Custos (Hüter) des Speyerer Domes. Domkapitular Remling gibt hierzu interessante Hintergrundinformationen, aus denen hervorgeht, wie sehr der Bischof seinen Zeremoniar schätzte:

„ Am 9. November 1848 rief der Tod den ältesten Domkapitular Christoph Günther ins Grab. Mehrere Pfarrer und auch zwei Geistliche aus Speyer reichten Gesuche um diese Stelle ein. Einer der Pfarrer hatte umso mehr begründete Hoffnung dieselbe zu erhalten, da der Minister für Kirchen- und Schulangelegenheiten ihn zur Ernennung im ersten Range bei seiner Majestät in Vorschlag gebracht hatte. Diese Hoffnung ward vereitelt, indem der Bischof in seinem Glückwunschschreiben zum Neuen Jahre, an den König Max, seinen Ceremoniar und bisherigen Begleiter auf den Firmungsreisen, den Domvikar Spiehler zur huldvollsten Berücksichtigung empfohlen hatte. Am 9. März 1849 erhielt daher Spiehler die königliche Ernennung auf das erledigte Kanonikat, in dessen Besitz er am 9. des folgenden Monats eingeführt wurde.“

Anton Spiehler starb am 8. August 1867, an einem "wiederholten Schlaganfall" und ist auf dem alten Friedhof in Speyer begraben. Sein Grabmal befindet sich heute auf dem dort abgegrenzten Domkapitelsfriedhof, neben der St. Bernhardskirche. Sein Nachfolger als Domkapitular wurde der Direktor des bischöflichen Konvikts, Dr. Dietrich Becker.